# Hiroyuki Matsumoto
Hiroyuki Matsumoto est un acteur japonais né le 31 mai 1980 à Shinshiro, dans la préfecture d'Aichi, au Japon.

## Biographie
Son groupe sanguin est A. Il aime cuisiner, marcher, visionner des films et le snowboard, et a des capacités au basket-ball.
Son premier rôle est celui de Nephrite dans la série live Pretty Guardian Sailor Moon, de 2003 à 2005. Il a également joué, en 2004, dans le film Devilman.

## Filmographie

### Films
- 2004 : Pretty Guardian Sailor Moon: Act Special dans le rôle de Nephrite.
- 2004 : Devilman

### Séries TV
- 2003/2004 : Pretty Guardian Sailor Moon dans le rôle de Nephrite.
- 2004 : Yuwaku 2 - dans le rôle d'un propriétaire d'une librairie.
- 2005 : Pretty Guardian Sailor Moon: Act Zero dans le rôle de Akai.

### DVD
- 2004 : Pretty Guardian Sailor Moon: Act Special
- 2004 : Pretty Guardian Sailor Moon: Act Zero
- 2004 : Pretty Guardian Sailor Moon: Kirari Super Live
- 2004/2005 : Pretty Guardian Sailor Moon - volume 1 à 12.